# Оливера Ковачевић
Оливера Ковачевић (Зрењанин, 23. март 1967) српска је телевизијска водитељка и новинарка.

## Биографија
Оливера је рођена у Зрењанину 23. марта 1967. године. Социологију је дипломирала на Филозофском Факултету у Београду. Своју каријеру је започела у Политици где је радила осам година, затим је на Пинку водила ауторску емисију Клопка, потом на БК телевизији. Водила је емисију Око и емисију Да можда не на РТС-у, до 2019. године
Фотографисала се за прво Српско издање часописа Плејбој 2004. године.
Ковачевићева је у периоду од 2007. до 2010. године у телевизијској серији Бела лађа глумила саму себе. Године 2013. је наступала у документарној позоришној представи Седам.
Изабрана је, 20. јула 2015. године, за уредницу Забавног програма Радио-телевизије Србије. У јануару 2017. године добила је награду „Иван Марковић” коју додељује Медија центар „Одбрана”.
Оливера Ковачевић је Амбасадор Фондације „Тијана Јурић”.
Од 2022. до 2025. године била је супервизорка и главна уредница Песме за Евровизију. Године 2025. је одабрана за куму Београд прајда.

## Емисије
- Клопка
- Око
- Да Можда Не